# Natural Born Killers (banda sonora)
Natural Born Killers es la banda sonora de la película Natural Born Killers, producido por el músico y compositor Trent Reznor, líder de la banda Nine Inch Nails.  Reznor dijo haber producido el álbum usando un Pro Tools portátil en su habitación de hotel mientras se encontraba de gira. Al poco de terminar el trabajo, Reznor le comentó a la cadena musical MTV:

Le sugerí a Oliver [Stone] que intentase convertir la banda sonora en un collage de sonidos, parecido a la forma en que la película usaba la música: haciendo ediciones, añadiendo diálogos, hacerlo interesante, mejor que un puñado de música ya lanzada.

Algunas de las canciones se compusieron específicamente para la banda sonora, como "Burn" de Nine Inch Nails, y "What Would You Do" de Tha Dogg Pound.

## Lista de canciones
1. Leonard Cohen — "Waiting for the Miracle" (editado)
2. L7 — "Shitlist"
3. Elmer Bernstein — "Black Straight-Jacket"
4. Dan Zanes — "Moon over Greene County" (editado)
5. Patti Smith — "Rock N Roll Nigger" (remezcla de Flood)
6. Cowboy Junkies — "Sweet Jane" (editado)
7. Bob Dylan — "You Belong to Me"
8. Duane Eddy — "The Trembler" (editado)
9. Nine Inch Nails — "Burn"
10. "Route 666"	 
con Robert Downey Jr. y Brian Berdan — "BB Tone"
11. "Totally Hot"
contiene ediciones de Remmy Ongala y Orchestre Super Matimila — "Kipenda Roho"
12. Patsy Cline — "Back in Baby's Arms"
13. Peter Gabriel y Nusrat Fateh Ali Khan — "Taboo" (editado)
14. "Sex Is Violent"
contiene pasajes de Jane's Addiction — "Ted, Just Admit It..." y Diamanda Galás — "I Put a Spell on You"
15. A.O.S. — "History (Repeats Itself)" (editado)
A.O.S. es el resultado de la colaboración entre el compositor alemán Klaus Buhlert y la cantante neerlandesa Fay Lovsky.[5]
16. Nine Inch Nails — "Something I Can Never Have" (editado y extendido)
17. Russel Means — "I Will Take You Home"
18. The Hollywood Persuaders — "Drums a Go-Go" (editado)
19. "Hungry Ants"
contiene pasajes de Barry Adamson — "Checkpoint Charlie" y "Violation of Expectation"
20. Dr. Dre — "The Day the Niggaz Took Over"
21. Juliette Lewis — "Born Bad"
música y letra compuestas por Cissie Cobb.
22. Sergio Cervetti — "Fall of the Rebel Angels" (editado)
23. Lard — "Forkboy"
24. "Batonga In Batongaville"
contiene pasajes de The Budapest Philharmonic Orchestra — "A Night on Bare Mountain"
25. Nine Inch Nails — "A Warm Place" (editado)
26. "Allah, Mohammed, Char, Yaar"
contiene pasajes de Nusrat Fateh Ali Khan & Party — "Allah, Mohammed, Char, Yaar" y Diamanda Galás — "Judgement Day"
27. Leonard Cohen — "The Future" (editado)
28. Tha Dogg Pound — "What Would U Do?"

- La película también contiene "Bombtrack" y "Take the Power Back" de Rage Against the Machine, "Anthem" de Leonard Cohen, "Rhythm of the Heat" de Peter Gabriel, "If You Were the Woman and I Was the Man" de Cowboy Junkies, "The Way I Walk" versión de Robert Gordon y "Ghost Town" de The Specials, aunque no aparecen en la banda sonora.

También incluye samples de "Leader of the Pack" de Shangri-Las y "No No Man-Part 1" de Steven Jesse Bernstein. 
- Las pistas 9, 10, 13, 18, 21, 23 y 25 incluyen partes de diálogo de la película.

También incluye una pista no listada: "I Put a Spell On You" interpretada por Diamanda Galas.

## Ventas
El álbum vendió más de 500.000 copias en Estados Unidos.

## Posición en listas
| Lista         | Posición |
| ------------- | -------- |
| Billboard 200 | 19       |
| Nueva Zelanda | 14       |